# Porta Maggiore
Porta Maggiore è una delle porte nelle Mura aureliane di Roma. Si trova nel punto in cui convergevano otto degli undici acquedotti che portavano l'acqua alla città, nella zona che, per la vicinanza al vecchio tempio dedicato nel 477 a.C. alla dea Speranza (da non confondere con l'omonimo tempio più recente, inaugurato verso il 260 a.C. nell'area del Foro Olitorio), veniva chiamata ad Spem Veterem. Tutta l'area nelle vicinanze è ricca di reperti antichi: piccoli monumenti funebri, colombari, ipogei e, soprattutto, una "basilica sotterranea".

## Storia e descrizione

### Epoca alto-imperiale

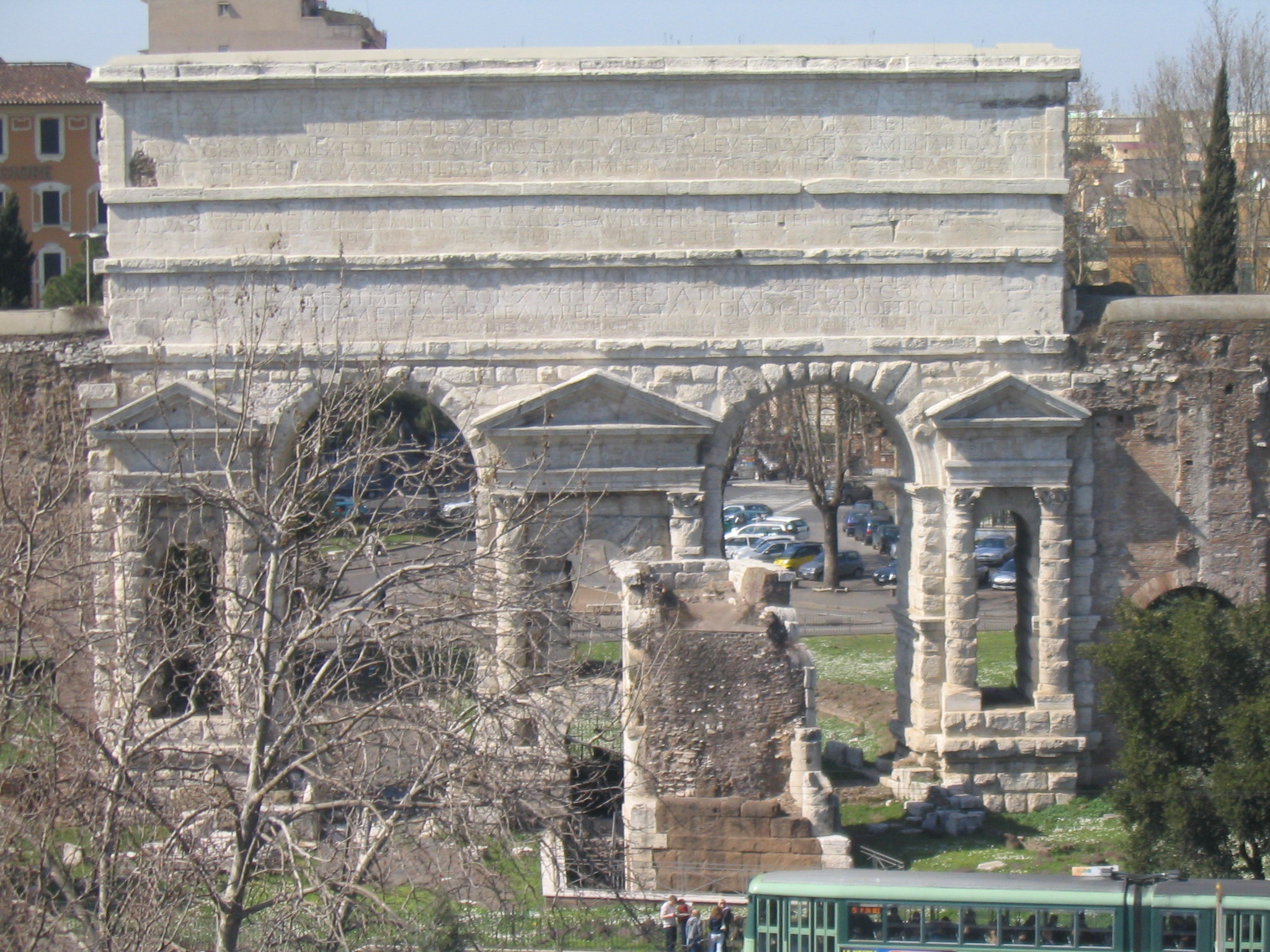
Porta Maggiore oggi, con di fronte i resti del sepolcro di Eurisace.

Fu costruita sotto l'imperatore Claudio nel 52 per consentire all'acquedotto Claudio di scavalcare le vie Praenestina e Labicana che si biforcavano dall'unica via che usciva dalla Porta Esquilina, e quindi costituiva una porzione monumentale dell'acquedotto stesso (come testimoniato dai canali visibili nella sezione dell'attico). È realizzata interamente in opera quadrata di travertino con i blocchi in bugnato rustico (non finito) secondo lo stile dell'epoca. È una grande unica struttura con due fornici, con finestre sui piloni, inserite in edicole con timpano e semicolonne di ordine corinzio.
Il suo nome attuale non trova una giustificazione storica o logistica, ma sembra semplicemente derivato dall'uso che ne faceva normalmente il popolo romano, a motivo della sua grandiosità, o forse al fatto che da lì partivano due vie consolari romane e non, come nella maggior parte delle altre porte, una sola, oppure dalla relativa vicinanza della basilica di Santa Maria Maggiore.

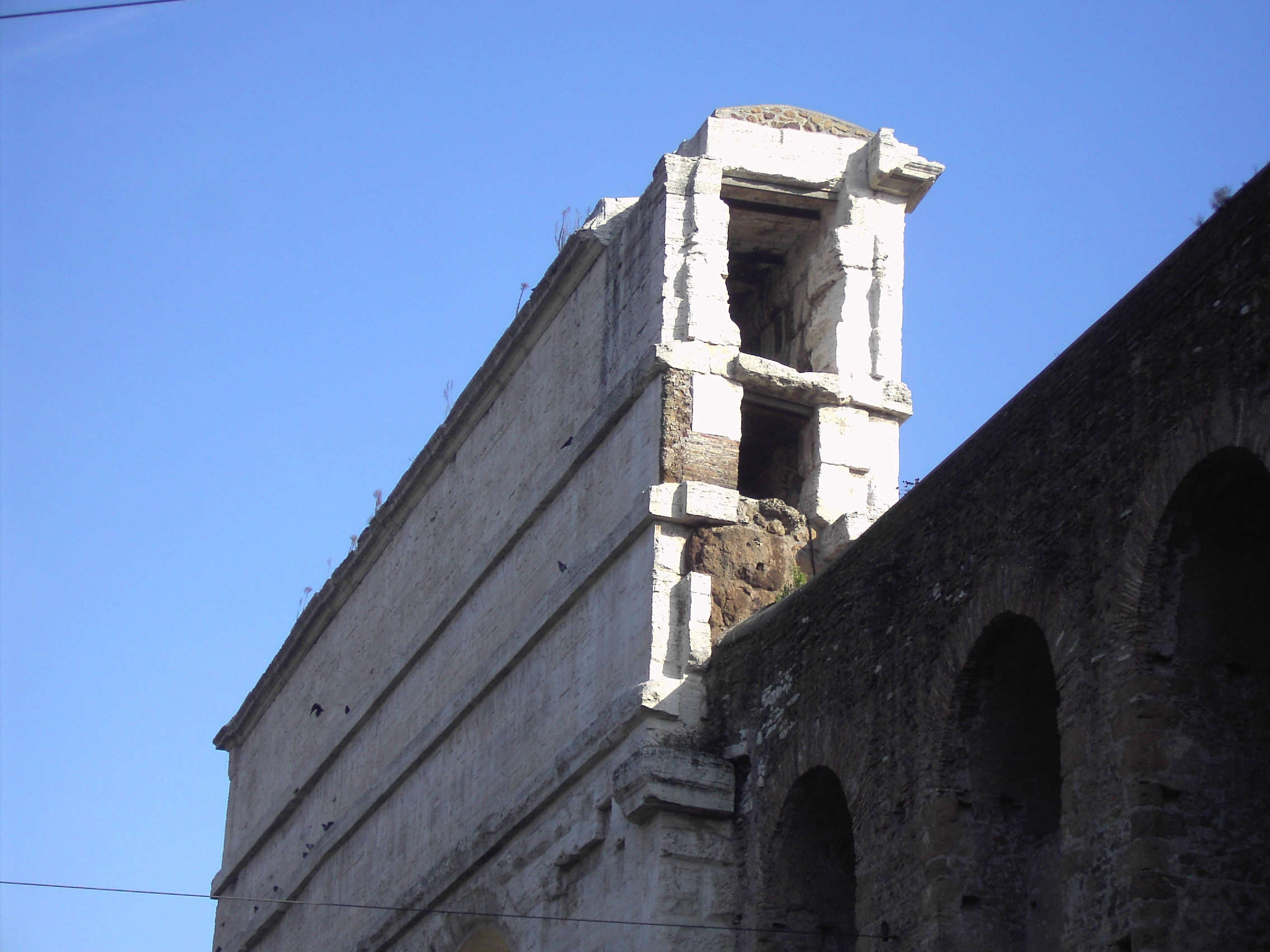
Le condotte per il passaggio dell'Anio Novus e dell'Aqua Claudia.

I due fornici permettevano il passaggio della via Labicana (a sinistra), oggi via Casilina, e della via Prenestina (a destra). L'attico è diviso da marcapiani in tre fasce. Le due superiori corrispondono ai canali degli acquedotti Anio Novus (il più alto) e Aqua Claudia.

### La costruzione delle mura aureliane

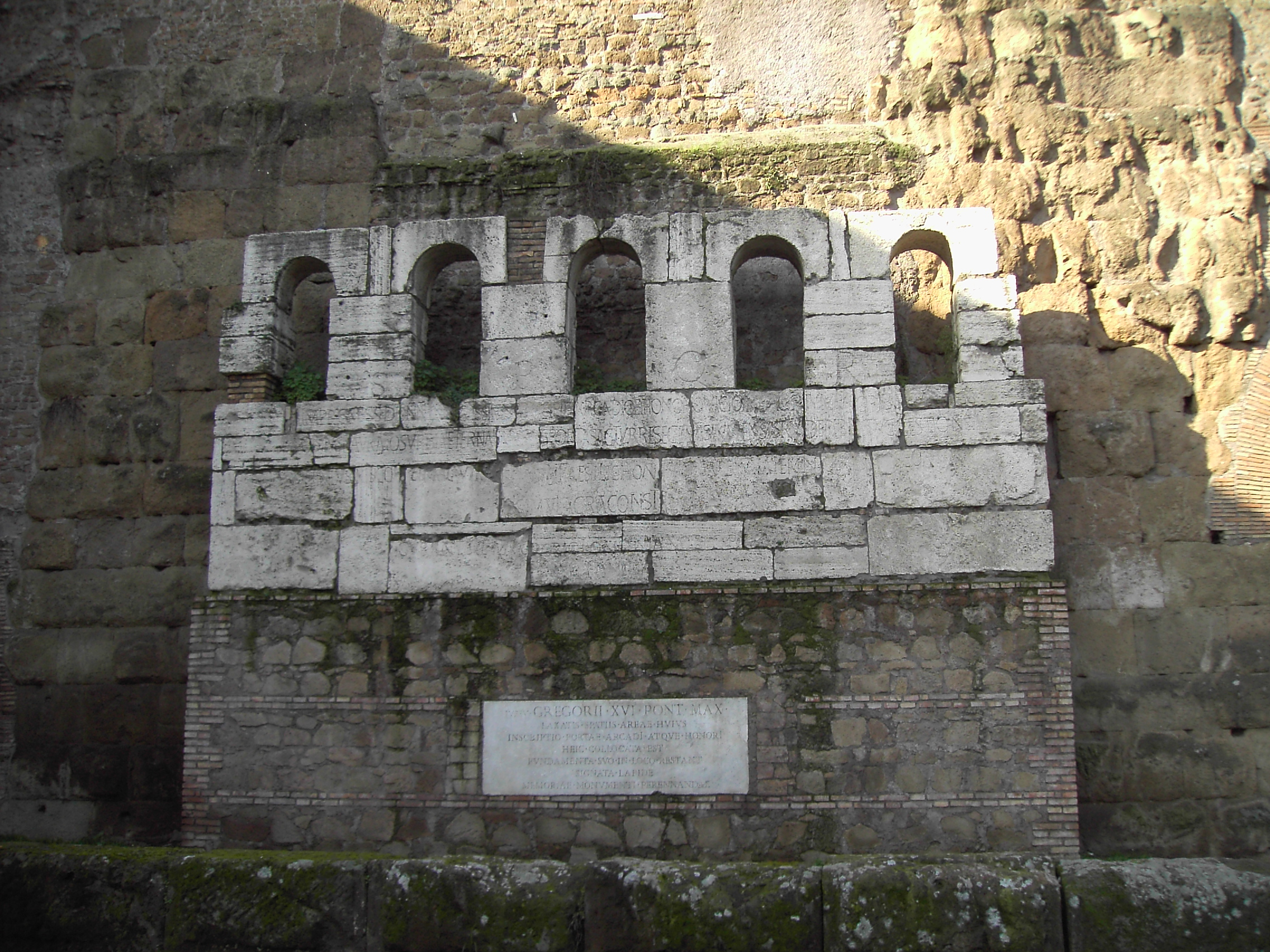
Resti della porta onoriana.

Quando Aureliano a partire dal 271 d.C. diede l'avvio alla costruzione delle mura della città, i due fornici dell'acquedotto, monumentalizzati nel punto in cui scavalcavano le vie Labicana e Prenestina, divennero una vera e propria porta, venendo inglobate (come accaduto per la piramide Cestia) nel tracciato delle Mura aureliane, e assumendo il nome di Porta Praenestina o Labicana. Fu fortificata ai tempi dell'imperatore Onorio, il quale, nel 402, avanzò le due aperture verso l'esterno e fece costruire un bastione davanti alla porta vera e propria, suddividendola in due porte distinte, la Praenestina a destra e la Labicana a sinistra (che sarà chiusa subito dopo), che erano rinforzate, a scopo soprattutto difensivo, da torri quadrate poste ai lati e da un bastione cilindrico al centro, costruito sui resti del "Panarium" (tomba di Eurisiace), ed erano sormontate da finestrelle ad arco, quattro sulla Praenestina e cinque sulla Labicana. Si trattava però di una struttura decisamente asimmetrica e priva di equilibrio architettonico, difetti quasi certamente dovuti ai diversi livelli delle due strade (la Labicana era più in basso), per cui le torri erano disallineate e le finestre, con le relative camere di manovra, fuori piano.
Già dal V secolo e almeno fino al XV, è attestato come prassi normale l'istituto della concessione in appalto o della vendita a privati delle porte cittadine e della riscossione del pedaggio per il relativo transito. In un documento del 1467 è riportato un bando che specifica le modalità di vendita all'asta delle porte cittadine per un periodo di un anno. Da un documento del 1474 apprendiamo che il prezzo d'appalto per la porta Maggiore era pari a ”fiorini 96, sollidi 13, den. 4 per sextaria” ("rata semestrale"); si trattava di un prezzo molto alto (il più caro dell'elenco di tariffe presenti nel documento), e alto doveva quindi essere anche il traffico cittadino per quel passaggio, per poter assicurare un congruo guadagno al compratore. Guadagno che era regolamentato da precise tabelle che riguardavano la tariffa di ogni tipo di merce, ma che era abbondantemente arrotondato da abusi di vario genere, a giudicare dalla quantità di gride, editti e minacce che venivano emessi.
Nel 537-538, in occasione dell'assedio dei Goti di Vitige, la porta fu chiusa, come anche altre, per limitare il numero delle aperture da dover difendere. Forse nel VI secolo fu murato il fornice labicano, lasciando solo quello prenestino. Risultava di nuovo chiusa nel 966, limitatamente alla porta Labicana, che comunque sembra essere stata quasi sempre chiusa, probabilmente sin dopo i lavori di Onorio.

### La demolizione di Gregorio XVI

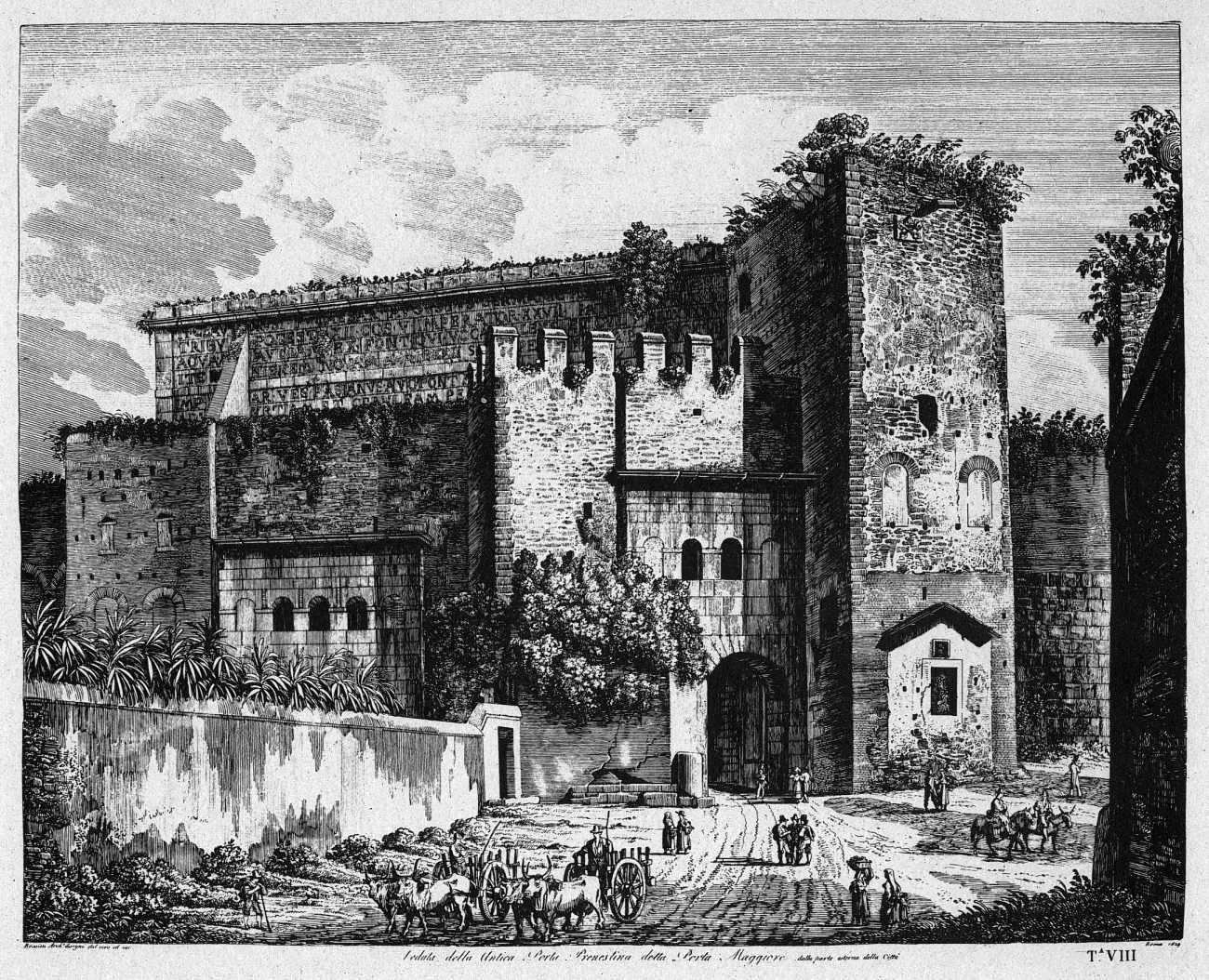
L'antica struttura aureliana e onoriana (vista dall'esterno), a ridosso della porta alto-imperiale, che così poté conservarsi pressoché integra (incisione di Luigi Rossini del 1823).

Nel 1838 papa Gregorio XVI fece restaurare la porta, demolendo la struttura onoriana (forse anche perché giudicata priva di simmetria ed equilibrio) e ripristinando probabilmente l'antico assetto aureliano, come ci tiene a precisare in un'iscrizione all'estrema sinistra. Ma gli archi erano così grandi (circa 6 m di larghezza per 14 di altezza) che l'eventuale difesa di tali aperture poteva risultare problematica. Si provvide quindi a restringere entrambi gli accessi con la costruzione di altrettante quinte merlate, il cui effetto estetico era paragonabile alla struttura onoriana che si era voluta eliminare.
Nel corso dell'intervento del 1838 venne in luce, rimasto inglobato nella torre cilindrica tra i due archi ed ora visibile subito fuori della porta, il sepolcro di M. Virgilio Eurisace, fornaio (probabilmente un liberto arricchito), e di sua moglie Atistia, databile intorno al 30 a.C.
Nel 1915 il Comune di Roma effettuò altri lavori per la sistemazione del piazzale, demolendo la residua struttura eretta da Gregorio XVI, ma solo nel 1956, a seguito dei lavori effettuati dall'architetto Petrignani, la porta tornò all'antico assetto originario e la piazza all'antico livello, riscoprendo il basolato delle due strade e i resti dell'antiporta. Sulle lastre di basalto del basolato, ancora esistenti sotto la porta, sono tuttora visibili i grandi solchi lasciati dal passaggio dei carri.

## Iscrizioni
(CIL I, 01206)

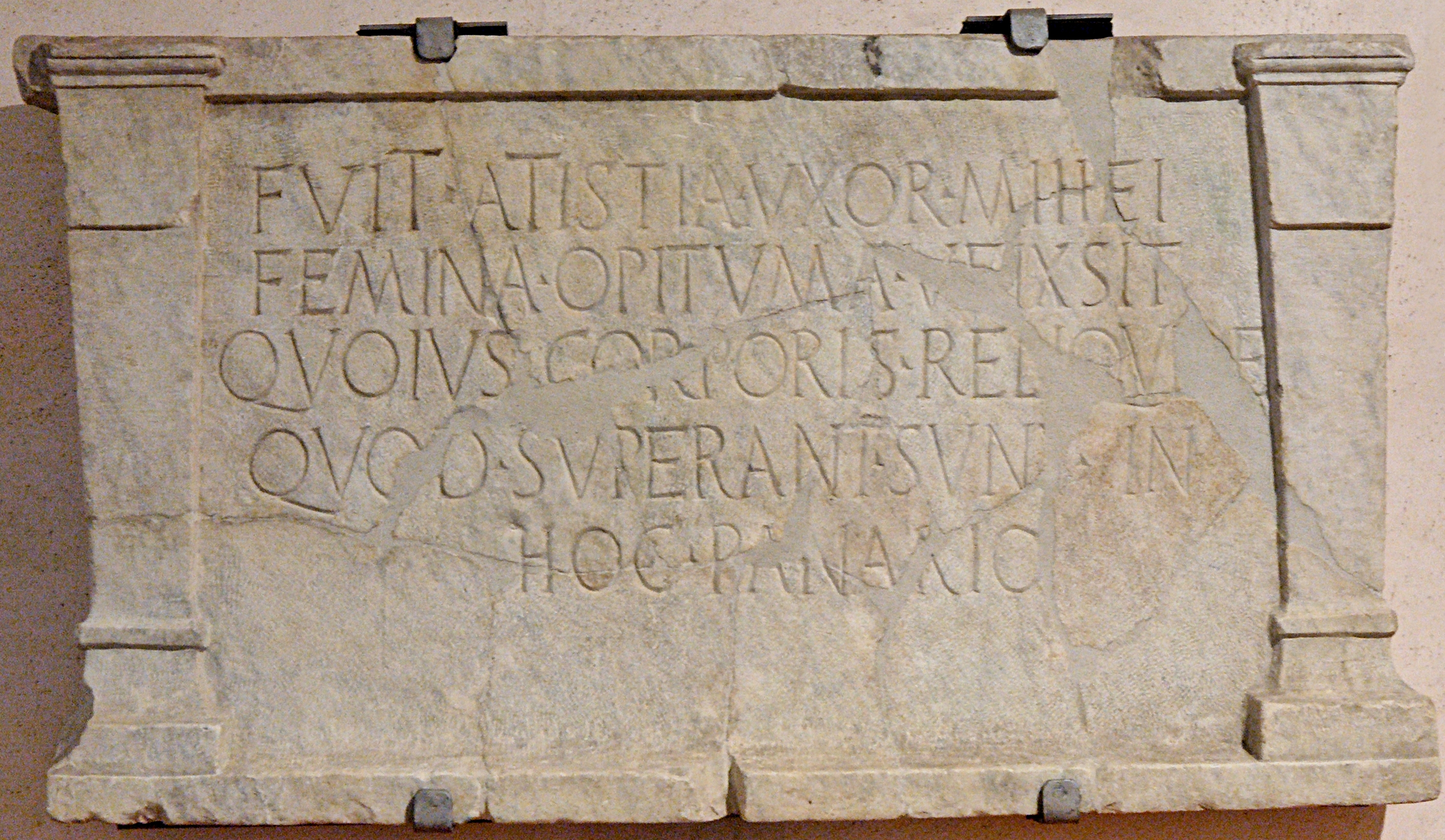
Iscrizione funeraria rinvenuta nei pressi di Porta Maggiore, 50 a.C.-11 a.C. Dedicata da Eurisace alla moglie Atistia, essa recita:

Sull'attico sono ancora leggibili le tre iscrizioni (ripetute su entrambi i lati della porta). Quella più in alto, sul condotto dell’Anio Novus, è stata fatta incidere da Claudio in occasione della costruzione del duplice arco:
Quella centrale, di Vespasiano, sul condotto dell’Aqua Claudia, risalente ad un restauro del 71:
Quella inferiore, di Tito, sul basamento dell'attico, in occasione di un successivo restauro dell'82:
Da notare che a soli trent'anni dalla sua costruzione la struttura richiese ben due interventi di ristrutturazione e che, per di più, il restauro di Vespasiano (19 anni dopo) pose fine a ben 9 anni di inattività dell'acquedotto a causa di guasti. E solo altri 11 anni furono sufficienti perché si rendesse necessario un altro intervento da parte di Tito.
La datazione dei lavori onoriani sulla porta è comunque certificata da un'iscrizione (visibile anche su Porta Tiburtina) posta all'estrema sinistra del piazzale Labicano (quindi sul lato esterno della porta), dove è rimasta una delle cortine onoriane. L'iscrizione, oltre alle consuete lodi per gli imperatori Arcadio ed Onorio, riporta, come curatore dell'opera, il nome di Flavio Macrobio Longiniano, prefetto di Roma nel 402:
L'iscrizione risulta di un certo interesse storico anche perché contiene il nome di Stilicone, il generale romano giustiziato nel 408 perché accusato di tradimento e connivenza con il visigoto Alarico I. Il suo nome subì una damnatio memoriae e venne abraso da tutte le iscrizioni e cancellato da tutte le fonti ufficiali. Si trattò però di una damnatio parziale, perché, mentre sull'iscrizione della Porta Tiburtina il nome di Stilicone risulta essere stato eliminato, non altrettanto è accaduto su quella, identica, di Porta Maggiore.
Nel 1923 fu aggiunta una lapide con un'iscrizione in latino moderno dalla Società Acqua Pia Antica Marcia.

## Nomi nel tempo
- Porta Praenestina
- Porta Lavicana
- Porta Dominae
- Porta Major Sessoriana
- Porta Maggiore

## Collegamenti
|  | È raggiungibile dalla stazione Porta Maggiore. |

La porta può essere raggiunta anche con le seguenti linee tramviarie:
- e  dalla stazione Termini
- ,  e  dai quartieri lungo la via Prenestina
- dalla stazione Trastevere e la zona del Centro storico
- da piazza Risorgimento (nei pressi della Basilica di San Pietro)
- e  dalla zona di Villa Borghese
- (prolungata) dalla circonvallazione Gianicolense (Casaletto), viale di Trastevere, piazza di Porta San Paolo, Circo Massimo, Colosseo, Basilica di San Giovanni
- (prolungata) da Piazzale Flaminio, Villa Borghese